# Eutrichota similis
Eutrichota similis este o specie de muște din genul Eutrichota, familia Anthomyiidae. A fost descrisă pentru prima dată de Johann Andreas Schnabl în anul 1911. Conform Catalogue of Life specia Eutrichota similis nu are subspecii cunoscute.